# 台灣端午節
端午節 (傳統稱呼為五日節、五月節或肉粽節)，為台灣漢族的傳統節慶，時間在農曆五月初五，因此又稱為午日節、五日節、午月節、五月節、五月初五。端午節正午時首重祭祀、與午日辟除驅邪等。古代時，已有祭祀水仙尊王之慣例。日治時期在臺灣，民眾曾經因日本移民過新曆端午節，當時臺北城每屆新曆端午節，即會裝飾日本式的端午節句，而形成日本新曆端午與臺灣舊曆端午兩種風俗。
明清時期，來自唐山的漢人渡海來台時，由於無法適應臺灣土地的瘴癘之氣、多變氣候的風土病，紛紛染疫病或死亡。因此端午藉午日「純陽之氣」驅逐瘟疫、掃除風土病與避邪驅鬼的習俗格外受到重視，發展出有當地特色的科儀。端午節民間除了會祭祀神佛、祖先與地基主外，更會於河邊、水面有隆重的「祭江」儀式，主要祭祀所有溺於水中的亡魂與精怪，並祈求水源豐沛、河流安穩。

## 習俗

### 祭祀
農曆五月初五，家家戶戶會舉行家庭的祭祀行事。祭拜神佛、祖先與地基主的供品、時間與方式略有差異，但流程大致為擺供、點燭、獻茶酒、焚香祝禱、捧金紙祝禱、祭酒三巡、焚香、撤供等。祭拜神佛約於上午十點開始，供品基本上須備妥鮮花、素果、敬杯、五牲禮、粽子（肉粽、鹼粽、粿粽）、芋頭粿、白飯、米酒與雄黃酒等。神明的金紙為「壽金」、「刈金」，祖先則為「刈金」、「銀紙」。祭拜祖先需將牲禮剁剖開，再行祭拜。
雄黃酒含有劇毒，傳統雄黃用於宗教行事或午時水沐浴淨身避邪，各地習慣不同、但未有飲用之俗。「飲雄黃酒」與屈原傳說一樣，多為戰後的附會與訛傳。

### 辟邪除穢（ㄏㄨㄟˋ）

#### 艾草、榕葉、香茅
端午節除了祭拜或祭解外，常掛榕枝、艾草與香茅或端午符令，是台灣端午節最為常見的避邪物。在臺灣民間信仰中，榕枝與艾草皆為驅邪、淨身、避鬼的法器。每到佳節時，經常見到家戶用萬年紅紙將榕樹枝、艾草與香茅一起綁掛於門楣，又稱為「榕艾苦草」。有些地方還會與茉草、雞冠花、芙蓉草、莿桐、虎仔花（月桃）與仙丹花等台灣民間信仰中的厭勝植物一起綁掛。除了綁掛於門楣，這些台灣本土常見的避邪植物也用於佩戴在身上。台灣俗語：「插榕較勇龍，插艾較勇健」。意為「身上插戴榕樹枝身體勇猛過龍，插戴艾草更加健康硬朗」。
除了佩戴，民間亦常用於沐浴淨身。台灣人平時洗澡亦會在浴缸或水槽浸入榕、艾、米、鹽、淨符等厭勝物的淨符浴，端午洗澡更不例外。菖蒲本身在台灣較為罕見。不論古代文獻記載，或現代人認知，經常將同樣有著刀劍造型般的香茅，訛作為罕見的菖蒲。實際上，在台灣常見的避邪物中，幾乎無菖蒲的使用。

#### 虎仔香
香包（臺羅：hiunn-tē-á（香袋仔）、hiunn-phang（香芳）、客羅：四縣腔－hiongˇbauˊ），是縫製成老虎、水果造形、填入草本、香料與中藥材的掛飾。配在身上可驅蟲、避邪、消毒功用。台灣原住民族西拉雅族及道卡斯族，會使用寬長且厚實的月桃葉來包覆、枕墊糕粿，用月桃葉包糕粿的習俗影響了漢族客家先民，後來又普遍被其他漢人先民所仿效，成為製作台灣粽的主要材料之一。

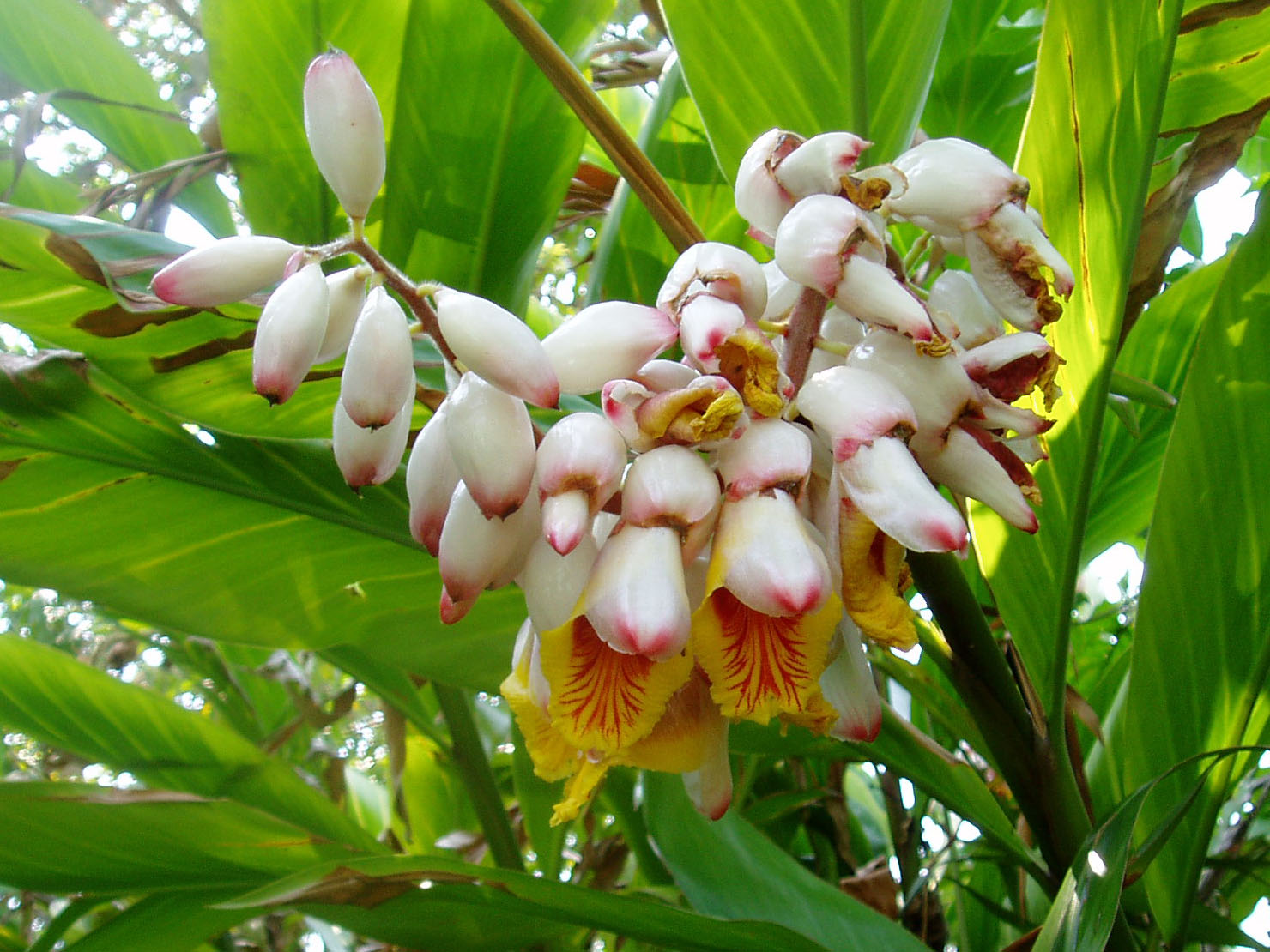
月桃又名「虎仔花」常作為端午簪花

配戴的香包，其中多為老虎造型，故名虎仔香（臺羅：hóo-á-phang）。鹽水辜厝未女士在縫製虎仔香時，會擇良辰吉時，邊念大悲咒為虎仔香加持、開光點眼方遂完成。到了端午當天，由娘家為新嫁娘準備許多的虎仔香，供鄰居兒童索取或分送街坊；此舉有興旺夫家並為自己與未出世的小孩，求得好人緣的寓意。

#### 午時水

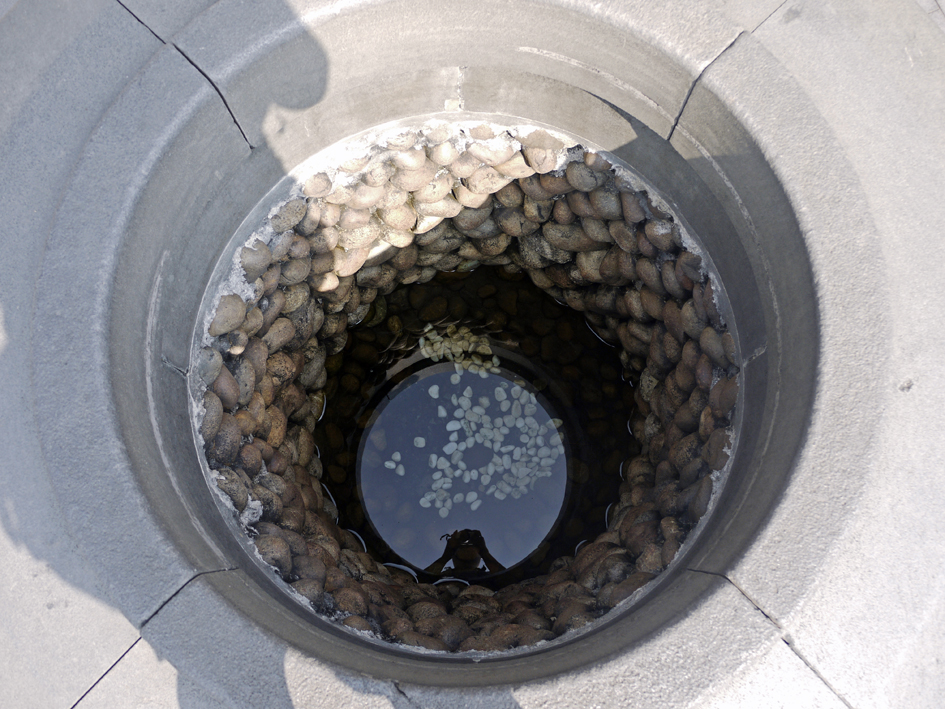
大甲鐵砧山劍井

午時水（臺羅：gōo-sî-tsuí，客羅：四縣腔－ngˋsiiˇsuiˋ），又名「端午水」、「純陽水」，指在午日節當天午時所汲取的水。台灣傳統習俗認為，午時之水因吸取「純陽之氣」後，具驅除疫病、驅邪化煞之功效。傳統午時水是正午12:03前汲取起的天然山泉水、井水或雨水。因傳統午時水汲取不易，後來泛指任何經正午陽光曝曬後的水資源皆稱為午時水。傳說午時水能久放不壞、飲用更可治百病。台中鐵砧山、台南善化荷蘭井、安平古井等全台各地廟宇、古井，皆是知名的打午時水地點之一，每到五日節午時，皆會聚集爭相打午時水、沐午時浴的民眾。此外，午時純陽之氣並不受天候影響，若當年端午節午時遇雨天，亦可將滾沸的「陽水」加入未煮過的「陰水」自製成午時水。

### 遊戲與禮俗

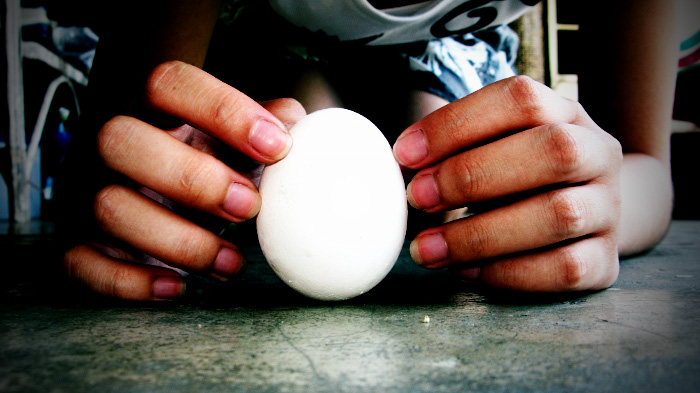
立蛋

人們在五日節當天會進行應節的遊戲。如立蛋、豎硬幣、畫彩蛋或是浮水針與鬥蟋蟀等。在古代，端午當天全家老幼婦孺會雇舟船，渡游溪河、觀賞龍舟，稱為「遊江」；由於清治時代，性別觀念重男輕女，因此端午節在內的傳統三節便是深居閨中、忙於家事的婦女，與全家人穿新衣裳出遊、參拜時刻。台灣婦孺亦有摘赪桐、月桃來簪髮髻之風俗。清治時期逢端午時，各書房的學生須用紅紙包兩角或四角錢贈予先生，而受贈的老師則以扇子回禮，此俗稱為「紅包禮」。
此外，台灣本土的端午習俗還有鹿港隔岸拔河、台中市南屯區犁頭店穿木屐躦鯪鯉文化、屏東縣九如鄉的端午走標文化、端午石戰與造石塔文化，尤其又以佳冬石戰與大稻埕造塔最盛大，但今不復見。

#### 走標
|  | 福爾摩沙人最大的樂趣在於賽跑，那是在村落中固定的地方舉行，為此他們的年輕人和同儕在他們的慶典中相互鬥走。 |

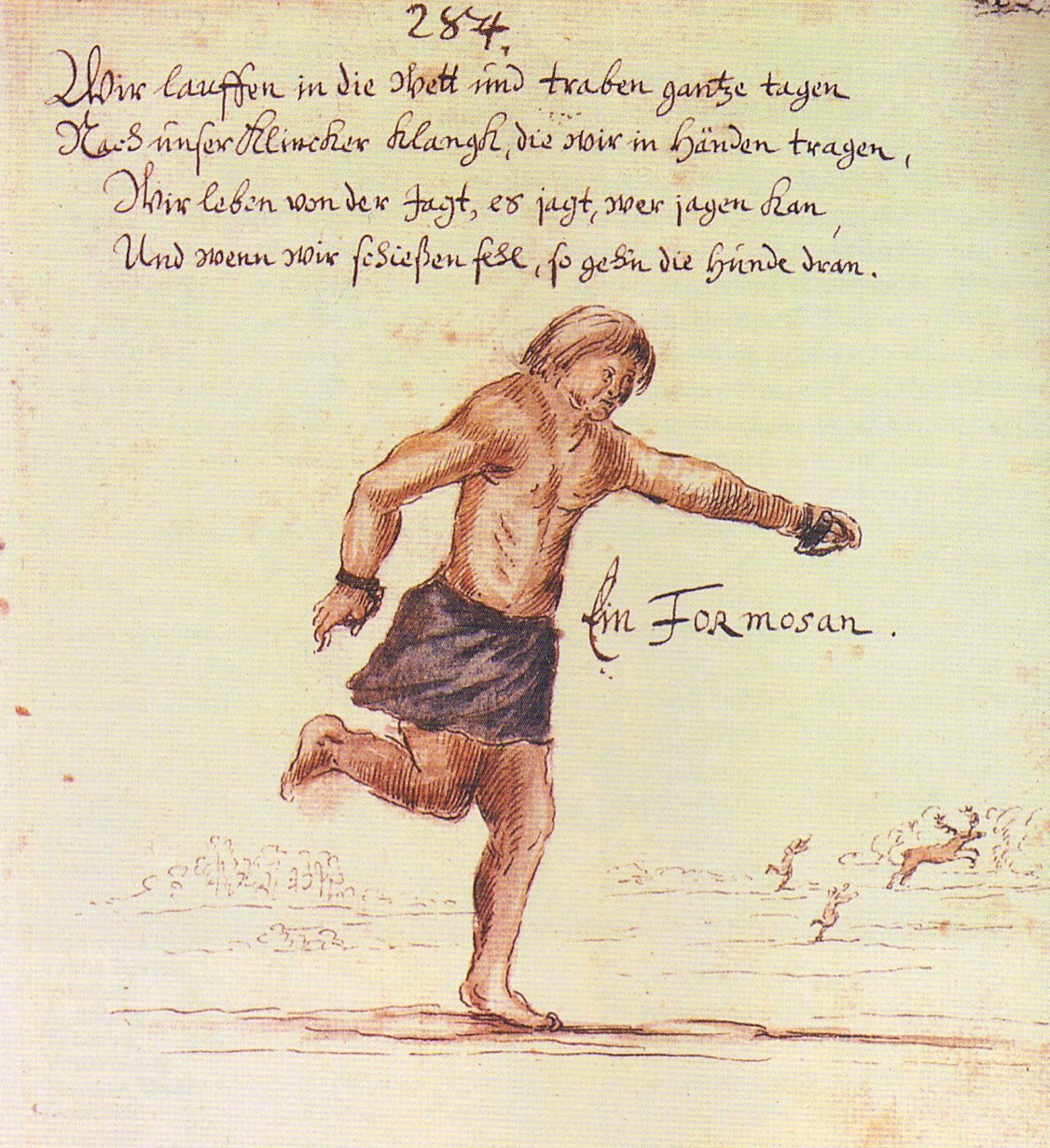
平埔族的走標文化後來逐漸與漢人信仰結合，南屯鑽鯪鯉就是其演變。

「走標」即賽跑，原為台灣平埔族文化。荷蘭東印度公司馬爾卡頓的《東西印度驚奇旅行記》曾描述：「福爾摩沙人最大的樂趣在於賽跑，那是在村落中固定的地方舉行，為此他們的年輕人和同儕在他們的慶典中相互鬥走。」《臺灣志略》亦記載：「小番以善走為雄，繫紅布於竿上，令十餘人於數十里之外競走奪之，名曰奪標。」端午走標儀式在原漢融合後逐漸形成屏東九如九塊厝的「墳場驅逐陰氣」與南屯犁頭店的「穿木屐驚醒穿山甲」等新意，仍保有原始藉由喧鬧逸樂的遊戲來祈福之意。

### 划龍舟、搶水標

#### 原始競渡
「搶水標」係兩人一組撐竹筏、再由岸上一組人手持懸吊著禮品的竹竿，讓水上競速者奪取，又稱「奪錦」 。後又有於臨水、濱海流域或港口生理人以渡船、貨船、駁仔船、舢舨船、竹筏、鴨母船等生財工具進行划舟競渡
，臺北、桃園、宜蘭、新竹、苗栗、臺南、屏東皆流傳，此乃台灣原始競渡之雛形。傳統出名的奪錦競渡於宜蘭礁溪二龍競渡、鹿港鳳山寺、龍潭大池與淡水河皆有記載。

#### 扒龍船

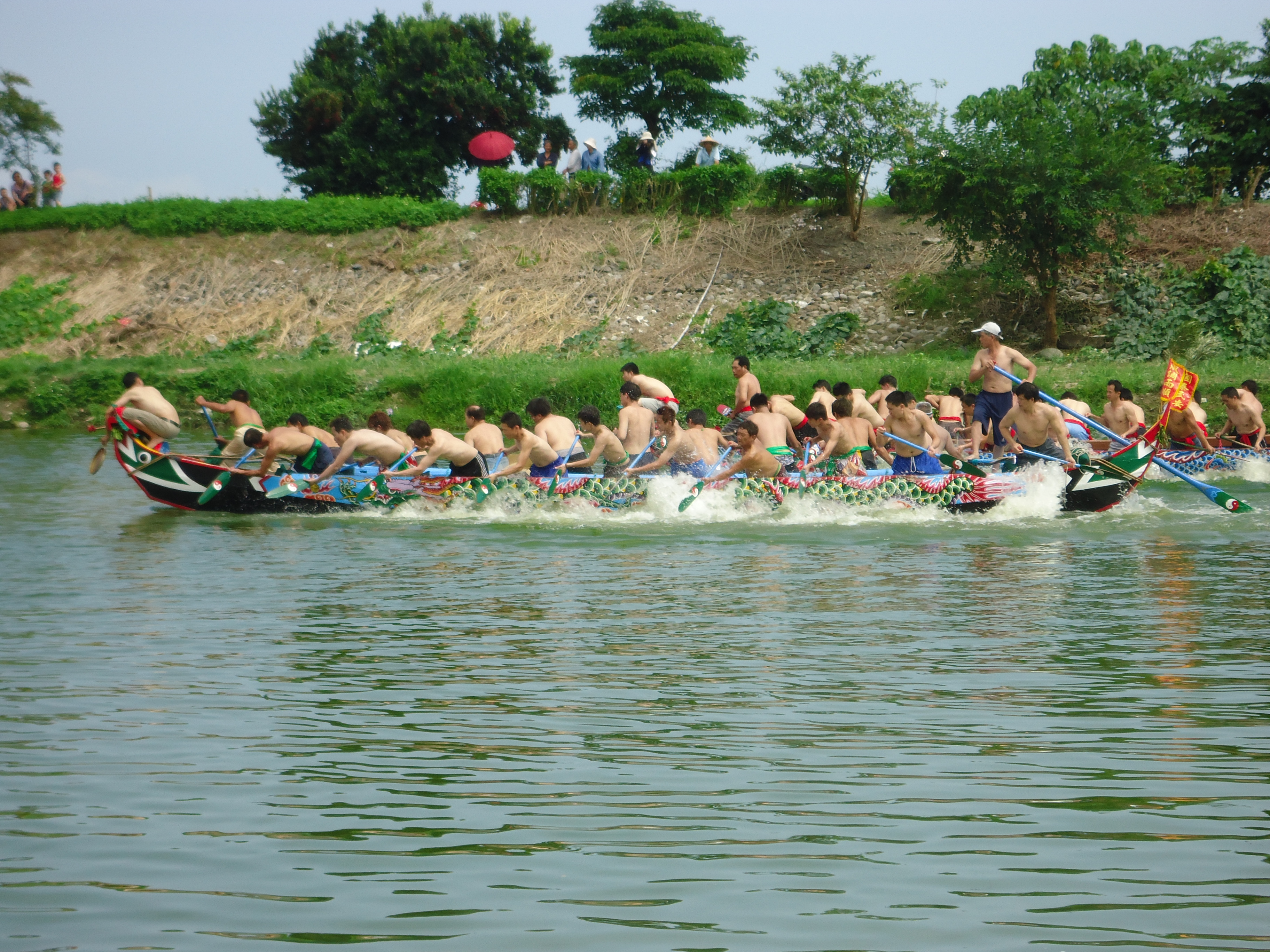
台灣傳統龍舟為「鴨母船」造型

划龍船 (臺羅：pê-lîng-tsûn、客羅：四縣腔－paˇliungˇsonˇ)、鬥船 (臺羅：tàu-tsûn、tòo-tsûn)、攪龍船 (客羅：四縣腔－gauˋliungˇsonˇ)。流程可分為：「請水神」、「拜龍船」、「接龍船」、「祭江」(獻江/請江)、「扒龍船」、「送水神」、「收龍船」、「謝江」等儀式。在古代臺灣的平地原住民已有了類似「祭水神」、超度水中溺死亡魂的祭江儀式。
台灣龍船最早為漁舟、舢舨船、獨木船或鴨母船的傳統龍船，據1836《彰化縣志》記錄，開始有如今日有「龍頭」的龍舟。台灣傳統龍舟為舢舨船型，於船身繪製龍紋：船舳為「龍首」、船舷為「龍鱗」、船艫為「龍尾」，舳前有紅色三角旗作「龍舌旗」、軸上懸掛寫有：「風調雨順」、「國泰民安」、「四時無妄」、「八節有慶」的紅色長旗作「龍目」，艫掛紅色三角旗則寫有「水仙尊王」字樣與競賽單位的「尾送旗」。另外又有「龍船鼓」與書有水仙尊王字樣的銅鑼。
最早漢人扒龍船則分別有台北洲美水仙尊王廟與台南法華寺南湖之起源主張。1696年《臺灣府志》已有臺灣端午龍舟行事最早的記載。

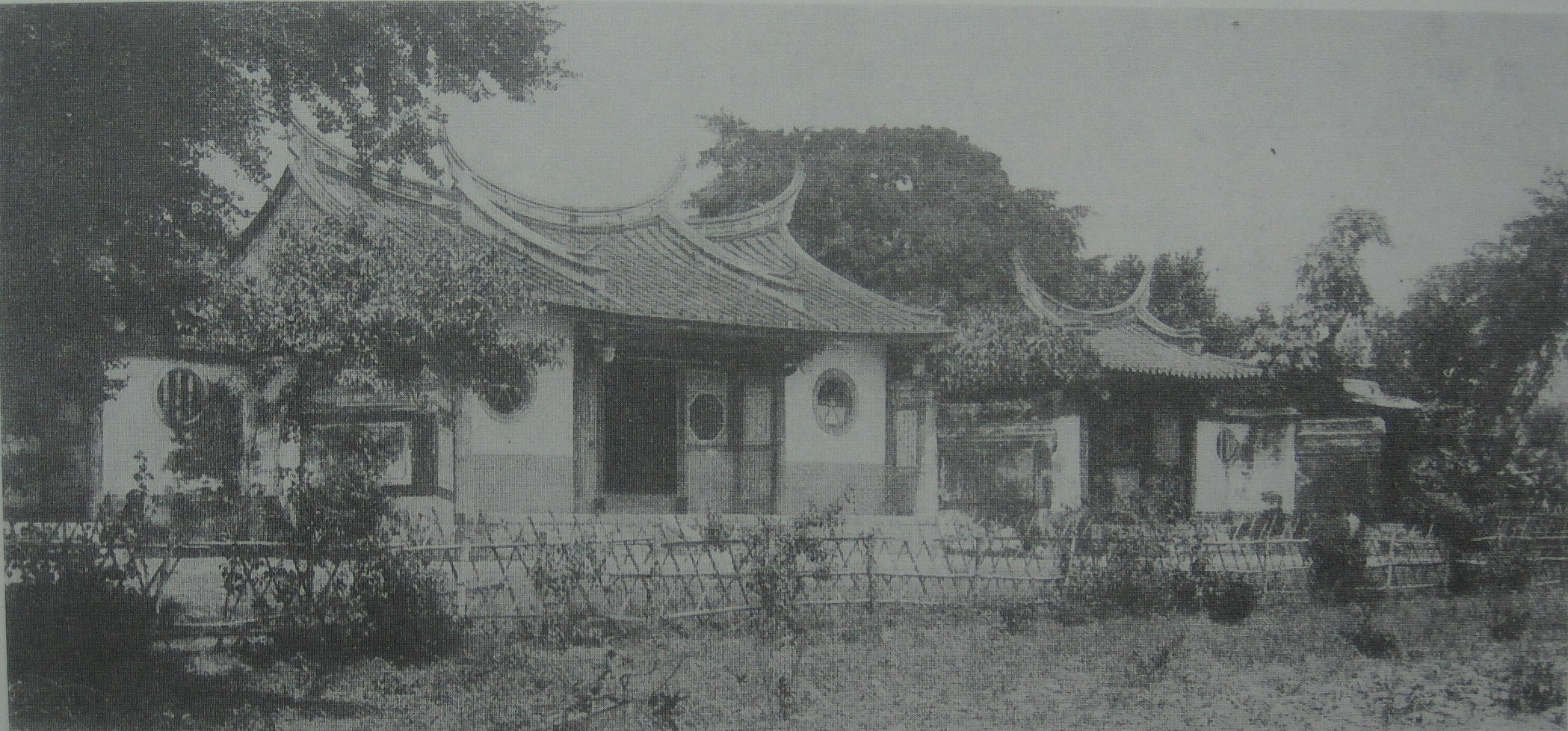
昔時台南法華寺南池為龍舟競渡名所

現代臺灣龍舟僅剩宜蘭縣的礁溪二龍競渡仍保留平埔族原始風格的「鴨母船」龍船，其餘皆改形成仿效龍造形的台式龍船。製作木龍船是項精湛的傳統工藝，各縣市的龍船依設計、匠師造型仍有不同。現代臺灣知名的造船匠師有基隆市劉清正與屏東縣洪全瑞。傳統龍舟材質原為木質，近年來多半轉為玻璃纖維，而用於體育競技的競賽龍舟則為玻璃纖維。

#### 划水仙

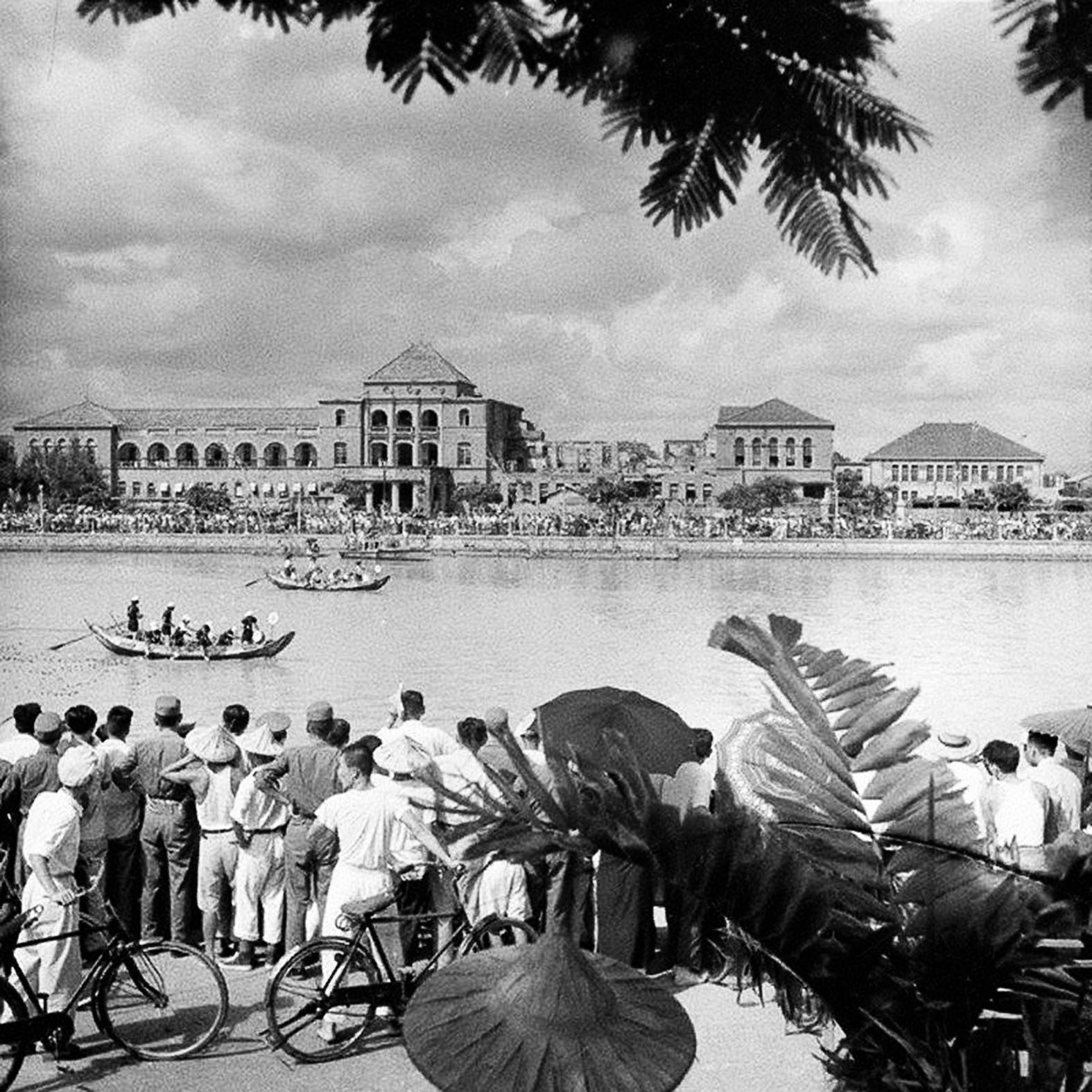
戰後人們聚集高雄川 (愛河) 觀看龍舟賽

劃水仙，是早期船員一種向水仙尊王(中國的水神)祈禱的方式，船在遇到大風浪或颱風時，困於水中時，船員們要眾口一起喊叫模仿鑼鼓聲，每人手拿碗與羹匙、筷子死命地划，假裝划龍舟般，就可以得到水仙尊王的救助，順利靠岸。郁永河數次於著書中描述其景：《採硫日記》「划水仙者，眾口齊作鉦鼓聲，人各挾一匕箸，虛作棹船勢，如午日競渡狀。凡洋中危急，不得近岸則為之。」

### 台灣端午石頭戰舊俗
台灣各地自古流傳「端午石戰」的風俗。所謂「石戰」便是使用石頭作為攻擊武器的一種戰鬥遊戲。人民迷信進行石戰儀式，能夠在未來一年內，保佑個人、家族或村莊免於災禍與疫病肆虐。因此每到五月初五，各地皆會出現規模不等的石戰。端午石戰小自個人、街路、溪河兩岸的遊戲對抗，大到為姓氏、村莊與族群間的對壘戰鬥。石戰的地點多為草地、田野、墓地等多石處，且多流行於台中、彰化、雲林、嘉義與屏東等地區；其中又以動輒千人參與的嘉義石戰與屏東佳冬石戰最為知名。
在石戰過程，勝利一方的戰團可擁有侵入戰敗者所屬村莊內，搶奪粽子與酒菜料理的特權，作為獎酬。而對於石戰過程中所抓獲的「俘虜」則可任由勝利一方「羞辱」，不過僅於脫褲子等惡作劇。但由於戰況激烈的石戰仍亦造成流血衝突與失序場面，加上在日治政府觀念中，勝利者對失敗者的脫褲惡作劇行為，被視為不名譽之事。因此統治當局為了改善風俗與事故，逐漸禁止或改辦如走標 (賽跑) 等體育活動，因而大規模石戰轉變為小規模對抗，而今已消失。

## 飲食習俗

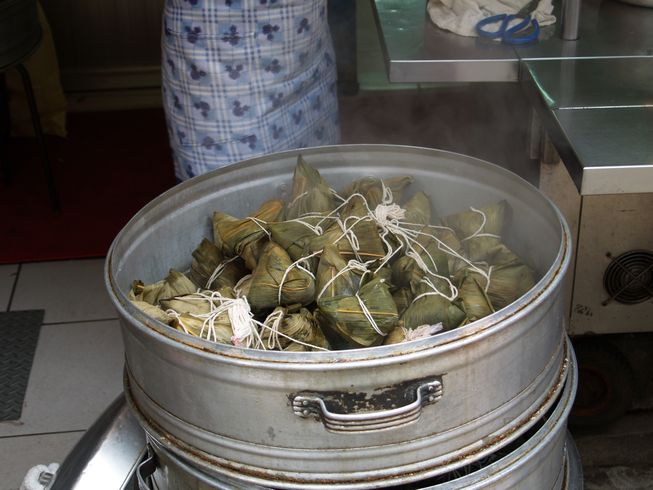
粽子是五日節的祭祀供品，臺灣粽子在作法上有「北蒸南煮」之別。

### 粽食
粽子是台灣端午的祭祀供品，古代台灣的原住民已經有用月桃葉等儀式植物包粽子的文化，一般家庭祭祀神佛祖先時，需準備「肉粽」、「鹼粽」、「粿粽」（粄粽）等。最為普遍的「燒肉粽」(台羅 : sio-bah-tsàng 客語 : ngiug zungˇ) 依做法、口味可分為蒸煮式的「北部粽」(頂港粽) 與水煮式的「南部粽」(下港粽)，俗稱「北蒸南煮」，並有融合南北作法的中部粽。客家裔的粽子可分為：糯米加入鹼水蒸熟的「鹼粽」與富客家風格的「粄粽」與「客家粽」。端午粽除了食用外亦為祭祀的供品，而延伸出諸忌諱。
粽子與禁忌
「粽符」又稱「粽步」，是用鹹草索將包好的粽子成串綑綁成髮辮狀的「串粽」，用於祭祀時象徵避邪。
古時人們認為服喪不包粽子不過節，以表「心喪」，粽子多由親友他人餽贈而稱為「送節」，喪家則以糖回禮。故有「帶喪不包粽子」、「忌送喪家一整串的串粽」的禁忌，隱含「喪事止息」之意涵。送禮者可將「串粽」剪開，成為一顆顆的「散粽」化解。惟時代變遷與社會風俗演進，昔日禁忌只要雙方事成皆可。現代流傳之「忌諱雜說」，多為附會的無稽之談。

### 午時菜
臺灣人在五日節時，人們除了粽子還會搭配應節的時令蔬菜水果一同食用。臺灣話俗語稱：「食茄人較會『肖鳥』趒(tshio tiô)，食豆食甲老老老。」意思為：「男人若食用茄子，身體跟陰莖、第二性徵就能長得茂盛、若食用豆子就能活得老康健。」其中北部多食用長豆（即菜豆），南部多食用皇帝豆。
在臺灣傳統食俗中，茄子、長豆象徵長壽、桃子能夠避邪制鬼，荔枝、瓠瓜與清熱解毒的綠豆則是時令的蔬果。加上端午時令的豆菜、李子、荔枝、綠豆與瓠瓜等蔬果食材所製成的料理或小吃，便稱為「午時菜」。其中，食用粽、豆、茄、李、桃，被稱為「食五子」。
時屆夏令，氣候漸轉為高溫懊熱、潮濕的梅雨季，人們此時開始到各地青草巷、草藥店採買藥材、草本，再用午時水煎煮成消暑解熱的青草茶。由於台中盆地廣植黃麻，因此端午時節，台中市南屯區流行將黃麻的嫩葉摘取下來，製成清熱消暑的麻芛湯。另外，台北市艋舺、彰化縣鹿港、台南市安平、嘉義、雲林縣北港等地流行吃煎堆，寓意「補天」；而雲林縣、嘉義縣、台南市則盛行於端午節中午時候吃西瓜，人們相信可以幫助消化外，亦能消暑、防止長痱子。

## 鄉土例祭、風俗
| 名稱                              | 照片 | 種類 | 概述 | 所在地             | 文資登錄 |
| --------------------------------- | ---- | ---- | --- | ------------------ | -------- |
| 端午土地公拐                      |      | 民俗 | 是一種安插於田邊或路邊的竹、蘆葦桿，形制大致為長約三尺、剖開頭段夾入榕枝、金紙並橫插三枝清香的厭勝物。象徵有土地公管轄農事，袪除災害、保佑豐年。象徵土地公拄著拐杖幫忙「巡田水」。臺灣北部農人多於端午節，中南部多於中秋節。 | 台灣北部           |          |
| 淡水清水巖暗訪                    |      | 信仰 | 舊曆正月初六係清水祖師爺成道，淡水居民為了叩謝神恩庇佑與驅逐當地瘟疫，於每年舊曆五月初五傍晚舉行祖師公暗訪，五月初六中午開始展開日間繞境，俗稱「淡水大拜拜」。 | 新北市淡水區       | 國定民俗 |
| 洲美水仙尊王祭典                  |      |      | 為台北市北投洲美屈原宮祭祀水仙尊王的例祭，亦為每年「水岸臺北端午嘉年華活動」的賽前祭祀儀式。祭典計有主祭、迎神、上轎遶境、龍舟開光點睛、祭江、安座謝神等儀程。台北市原本的扒龍船皆在淡水河進行，後來由於河道淤積後現改於基隆河流域的大佳河濱公園舉行。                                                                                     | 台北市北投區       |          |
| 大稻埕霞海城隍祭                  |      | 信仰 | 農曆五月十三是大稻埕霞海城隍爺祭典日，為大稻埕最重要的信仰盛會，大稻埕居民為叩謝神恩與遶境驅瘟等祭典儀式。其儀式包括暗訪、迎城隍遶境等。霞海城隍自清治末期便已聞名全台，除了暗訪儀式規模與「艋舺大拜拜」、「新莊大拜拜」並列外，其遶境規模更號稱北台灣第一，而有「北港迎媽祖、臺北迎城隍」之譽讚。                                         | 台北市大同區大稻埕 | 國定民俗 |
| 新莊地藏庵文武大眾爺祭典          |      |      | 俗稱「新莊大拜拜」的地藏庵(大眾廟)文武大眾爺祭典，源自於清治時代祭祀死於械鬥衝突或貧病路倒的無主孤魂。每年農曆五月初五的正日遶境與前夜暗訪為重頭戲。官將首被視為發源於地藏庵，故大眾爺祭典又以陰陽司授予官將首令旗、點校兵將、喊班收班、遶境驅邪等科儀而聞名。                                                                             | 新北市新莊區       | 國定民俗 |
| 採草藥煉丹丸                      |      |      | 「金瓜石青草祭」係早期醫療匱乏、氣候多變，大量金瓜石採礦師罹患疫病時往往仰賴信仰支撐的「百草丹」醫病。故早期由勸濟堂關公發輦、信眾前往杉仔湖、基隆山麓及哩咾等地採集青草，因臺金煉銅廠 (哩咾) 興建後改至南雅、貢寮與和美等地舉行。在近午時分時由轎柄降旨指藥，方可採集，再返回廟中由眾人合力煉製「百草丹」。                               | 新北市瑞芳區       |          |
| 苗栗中港慈裕宮洗港                |      |      | 源起於1943年苗栗中港溪外海發生「觀鯨覆舟」賞鯨船沉沒慘事，同年外海又發生日本軍艦遭美軍擊沈的海難事件。加上鄉民認為上游水靈孤魂順流而下在南庄出海，故每年端午中港慈裕宮設大祭壇、媽祖遶境、衝五營，超渡中港溪與射流溝的無祀孤魂，以祭江洗港的慰靈儀式，祈求地方平安。                                                                         | 苗栗縣竹南鎮       | 國定民俗 |
| 犁頭店穿木屐躦鯪鯉                |      |      | 鑽鯪鯉 (台羅: tsǹg lâ-lí)。自古平埔族就有歲時與成年禮賽跑、奪標的習俗。古代南屯 (犁頭店) 的走標融入漢人信仰後，加入了風水概念：傳說鯪鯉穴裡的「鯪鯉」若到端午還冬眠不翻土，地方農作就欠收，需透過居民走動聲響來驚醒鯪鯉 (穿山甲)。中部木屐產業發達，1980年代加入腳穿「長木屐」競走的內容，來吵醒鯪鯉。現已演變為吃麻薏、鑽鯪鯉的文創活動。 | 臺中市南屯區       | 國定民俗 |
| 台中南屯麻繩編織與麻芛食文化      |      |      | 塑膠製品尚未出現時，麻袋與麻繩佔有一席之地。其原料黃麻主要栽種於中彰投雲地區，並以大肚山區為主要的經濟作物產地。「麻薏」即是黃麻的嫩葉、嫩芽，約於6月中盛產。經過挑選、搓揉、去苦等繁複工序，即可成為消暑的麻芛湯，鹹甜皆宜。 | 臺中市南屯區       |          |
| 鹿港龍王祭                        |      |      | 端午迎龍王為鹿港特有文化，依照古禮，每年於頭牙時，擇端午節前一個月舉行龍王祭。奉迎鹿港龍山寺之龍王尊神後，行巡至鹿港天后宮迎請水仙尊王坐鎮，再一同至福鹿溪舉行龍舟開光點睛、祭江法會、分花餅等祈福儀式。 | 彰化縣鹿港鎮       |          |
| 鹿港魯班公宴                      |      |      | 為光緒年間鹿港成立所「小木花匠團鍽森興」魯班公會的匠人行業組織，每年以擲茭的方式產生爐主、副爐主、首事等幹部，並籌「眾錢」舉辦祖師爺巧聖先師的迎神、祭拜、跋爐主、福食等祭祀儀式。 | 彰化縣鹿港鎮       | 國定民俗 |
| 府城五福大帝得道 開基五瘟大帝聖誕 |      |      | 端午為元和宮白龍庵的五福大帝(五靈公)的得道日，與開基五瘟宮的五瘟大帝(五毒神)的聖誕。自古端午即為驅疫時節，藉由祭拜瘟疫之神的五福大帝與五瘟大帝，取午時水、領端午符令來祈求除瘟避邪。 | 臺南市中西區       |          |
| 屏東九如走標（賽跑）              |      |      | 日治政府以改善風俗為由禁止石戰，故各地以賽跑活動取代。「走標」即賽跑之意，屏東九如九塊厝走標早期為武洛溪沿岸平埔族之活動，漢化之後加入於墳地走標可驅逐陰氣的信仰色彩。萬巒鄉赤山村與萬金村等地亦曾有走標紀錄，為原漢文化交流的見證。 | 屏東縣九如鄉       |          |
| 古屏東端午石頭戰舊俗              |      |      | 古代人民相信進行石戰儀式，能夠保佑來年個人、家族或村莊免於災禍與疫病肆虐。端午石戰規模可分為街道、姓氏、村莊或族群間的對壘，又多於草地、田野、墓地等多石處舉辦，昔日以動輒千人參與的嘉義石戰與屏東佳冬石戰最為知名。 | 屏東縣佳冬鄉       |          |
| 礁溪二龍競渡                      |      |      | 「二龍村」淇武蘭 (綠槳) 和洲仔尾 (紅槳) 兩庄頭，每年於端午扒龍舟競渡，以搶到平安旗為勝。又因打赤膊、採跪姿與不設裁判，因此需要雙方皆滿意才能開始競渡，故反覆來回，直到最後一方取得平安旗為勝。 | 宜蘭縣礁溪鄉       | 國定民俗 |
| 馬公城隍靈應侯聖誕                |      |      | 農曆5月6日是澎湖城隍廟境主靈應侯的壽誕，每屆端午節時信眾齊聚媽宮松廟為城隍尊神舉行祝壽大典，香火鼎盛、絡繹不絕。 | 澎湖縣馬公市       |          |
| 南竿牛峰境迎五福大帝              |      | 信仰 | 端午節福州人俗稱「五月節」，福州信仰五福大帝來源相傳為五月五日瘟神於井投毒，五位大帝遂投井示警以救鄉民，故端午節同為五位大帝之得道日，是日辦理祝壽慶典。 | 馬祖南竿鄉         |          |

## 文學俗語
午時聯
| - 「敕令 五月五日午時書破官非口舌鼠蟻蛇蟲一切盡消除」（中央敕咒） - 「手執艾旗招百福，門懸蒲劍斬千邪」 - 「蒲劍沖天皇斗現，艾旗拂地神鬼驚」 - 「菖蒲驅惡迎喜慶，艾葉避邪保平安」 | - 「端陽艾葉如旗招百福，午日菖蒲似劍斬千妖。」 - 「思無邪正心誠意，慮有德履泰臨豐」 - 「勝地紀中天，象取白芳占彙吉；翔風符正午，薰來引竹報平安」 - 「五月五日天中節，赤口白舌盡消滅」 |

詩歌
| - 張書紳《端午竹枝詞之一》 艾劍蒲旗比戶懸，登盤桃李賽芳鮮。 花生荇菜新尤物，祭祖無瓜笑不虔。 - 張書紳《端午竹枝詞之二》 雄黃滲酒為驅邪，五毒張羅送海涯。 祇有蝸牛偏自在，容留池畔伴青蛙。 - 張書紳《端午竹枝詞之三》 角黍兒童興最長，甜鹹不管每偷嘗。 祖公未拜香先點，雞肉無如粽味香。 - 張書紳《端午竹枝詞之四》 尠聞簫鼓鬧溪邊，水淺無從賽彩船。 臭袋香囊依俗佩，龍舟鬚亦有人纏。 | - 錢琦《臺灣竹枝詞》 競渡齊登杉板船，布標懸處捷爭先； 歸來落日斜陽下，笑指榕枝艾葉鮮。 - 胡承珙《午日》 競度空佳節，生還尚異鄉。蛟龍雖未得，蒲柳總堪傷。 嬾學靈均問，閒尋抱朴方。赬桐好顏掌，回首惜年芳。 - 魏清德《午時水》 有汝方能克火烎。復經半日我欣欣。 一條如編看貓眼。汲井攜瓶仗細君。 - 吳德功《端午即事》 美酒攜來數百壺，欣逢午節泛青蒲。 門懸虎艾家家共，江鬥龍舟處處俱。 滿徑烏衣揮摺扇，環村白板貼靈符。 至今角黍渾如舊，憑弔湘潭楚大夫。 |

俗諺
| - 《囝仔歌》五月五，龍船鼓，滿街路。 - 《俗諺》五月龍船北。 - 《俗諺》「午時水啉一嘴，較好補藥食三年」 | - 《俗諺》「午時洗目睭（眼睛），金甲若烏鶖」 - 《俗諺》「洗午時水，無肥亦媠」 - 《俗諺》「食茄人較會『肖鳥』趒，食豆食佮老老老」 |

## 外部連結
| - 臺灣民俗文化研究室：除瘟袪疫的端午節 （页面存档备份，存于） - 劉還月的避秦山：和屈原無關的端午習俗與傳統 （页面存档备份，存于） - 溫宗翰《台灣端午節慶典儀式與信仰習俗研究》 - 溫宗翰《臺灣端午競渡之信仰與儀式 - 以二龍村為探討中心》 | - 陳柔縉：「扒龍船」非端午專利 （页面存档备份，存于） - 林于昉《台灣時光機》：扒龍船撈香魚 （页面存档备份，存于） - 台灣端午節 不掛菖蒲不喝雄黃 掛榕樹枝 （页面存档备份，存于） - 台灣大百科：五日節 （页面存档备份，存于） |